# A Most Violent Year
Pour plus de détails, voir Fiche technique et Distribution.
A Most Violent Year est un thriller américain écrit et réalisé par J. C. Chandor sorti en 2014.
Le film a reçu un accueil très positif, mais est cependant un échec commercial, à cause d’une sortie très limitée, initialement présentée dans seulement quatre cinémas américains avant de se développer à l'échelle nationale le mois suivant. Même à l’international, il n'obtient pas de succès au box-office.

## Synopsis
New York, hiver 1981. Abel Morales est un entrepreneur hispanique dont l'activité de livraison de fioul domestique est en expansion. Il est sur le point de conclure le rachat d'un ancien terminal de livraison, en bordure du fleuve et contigu à son implantation. Mais, dans un secteur économique peu regardant sur les méthodes, ses camions se font détourner de plus en plus fréquemment. Et dans le même temps, après deux ans d'enquête sur ce milieu, le procureur général décide de le poursuivre lui, pour divers chefs de mauvaises pratiques. 
Or Abel s'est toujours attaché à respecter une ligne de conduite très stricte. Avec l'aide de son épouse Anna, responsable des finances de la société, et de leur avocat, Andrew Walsh, il fait front. D'autant qu'à quelques jours de l'échéance du rachat du terminal, sa banque le lâche, le mettant dans la nécessité de trouver 1,5 million de dollars.

## Fiche technique
- Titre original et français : A Most Violent Year
- Titre québécois : L'année de toutes les violences
- Réalisation et scénario : J. C. Chandor
- Direction artistique : John P. Goldsmith
- Décors : Doug Huszti
- Costumes : Kasia Walicka-Maimone
- Montage : Ron Patane
- Musique : Alex Ebert
- Photographie : Bradford Young
- Son : Steve Boeddeker (en) et Richard Hymns
- Production : J. C. Chandor, Neal Dodson et Anna Gerb
- Producteurs exécutifs : Glen Basner, Joshua Blum, Jonathan King et Jeffrey Skoll
- Sociétés de production : Before The Door Pictures, Washington Square Films, FilmNation Entertainment, Participant Media, Imagenation Abu Dhabi FZ et Old Bull Pictures
- Sociétés de distribution :  A24 Films •  Studio Canal
- Budget : 20 millions de dollars[1]
- Pays d’origine : États-Unis
- Langues originales : anglaise et espagnole
- Format : couleur - 2,35:1 - son Dolby numérique
- Genre : thriller et historique
- Durée : 123 minutes
- Dates de sortie :
  -  États-Unis : présentation à l'AFI Fest le 6 novembre 2014 ; sortie limitée le 31 décembre 2014 et sortie nationale le 16 janvier 2015
  -  France : 31 décembre 2014
- Mention CNC : tous publics, art et essai (visa d'exploitation no 141188 délivré le 24 décembre 2014[2])
- Déconseillé aux moins de 12 ans à la télévision, sauf sur TCM Cinéma.

## Distribution
- Oscar Isaac (VF : Benjamin Penamaria) : Abel Morales
- Jessica Chastain (VF : Anneliese Fromont) : Anna Morales
- Alessandro Nivola (VF : François Delaive) : Peter Forente
- David Oyelowo (VF : Jean-Baptiste Anoumon) : Lawrence
- Elyes Gabel (VF : David Duran) : Julian
- Albert Brooks (VF : Jean-Pol Brissart) : Andrew Walsh
- Catalina Sandino Moreno : Luisa
- Ashley Williams : Lange
- Glenn Fleshler (en) (VF : Jean-Jacques Nervest) : Arnold Kline
- Jerry Adler (VF : Jean Lescot) : Josef Mendelsohn
- Christopher Abbott (VF : Thibaut Lacour) : Louis Servidio
- Elizabeth Marvel : Mme Rose
- Robert Clohessy (VF : Jean-Luc Atlan) : M. Rose
- Peter Gerety (VF : Achille Orsoni) : Bill O'Leary
- David Margulies : Saul Lefkowitz
- Annie Funke (VF : Julia Boutteville) : Lorraine Lefkowitz
- Patrick Breen : le formateur
- Ben Rosenfield : Alex, l'apprenti vendeur
- Jason Ralph : Ian Thompson
- Pico Alexander : Elias Morales

 Source et légende : version française (VF) sur RS Doublage et AlloDoublage

## Accueil

### Réception critique
Le film a reçu des critiques très positives, de nombreux critiques comparant favorablement le style de Chandor dans ce film aux œuvres de Sidney Lumet, et des éloges accordés aux performances d'Oscar Isaac et Jessica Chastain. Sur le site Web d'agrégation de critiques Rotten Tomatoes, le film a une cote d'approbation de 90 % sur la base de 236 critiques, avec une note moyenne de 7,8/10. Le consensus du site Web se lit comme suit : "Graineux, captivant et pondéré avec un poids stimulant, A Most Violent Year représente une autre entrée forte dans le scénariste-réalisateur J.C. L'impressionnante filmographie de Chandor." Metacritic, qui utilise une moyenne pondérée, a attribué au film un score de 79 sur 100, basé sur 44 critiques, indiquant des "critiques généralement favorables".
En France, sur le site Allociné, la note moyenne du film pour les 28 critiques de presse française recensées est de 4,1 sur 5, et la note moyenne des critiques du public est de 3,8 sur 5.

### Box-office
| Pays ou région | Box-office      | Date d'arrêt du box-office | Nombre de semaines |
| -------------- | --------------- | -------------------------- | ------------------ |
| États-Unis,    | 5 749 134 $     | 26 avril 2015              | 17                 |
| France         | 335 423 entrées | 1er avril 2015             | 13                 |
| Monde          | 12 007 070 $    | 11 mars 2016               |                    |

## Distinctions

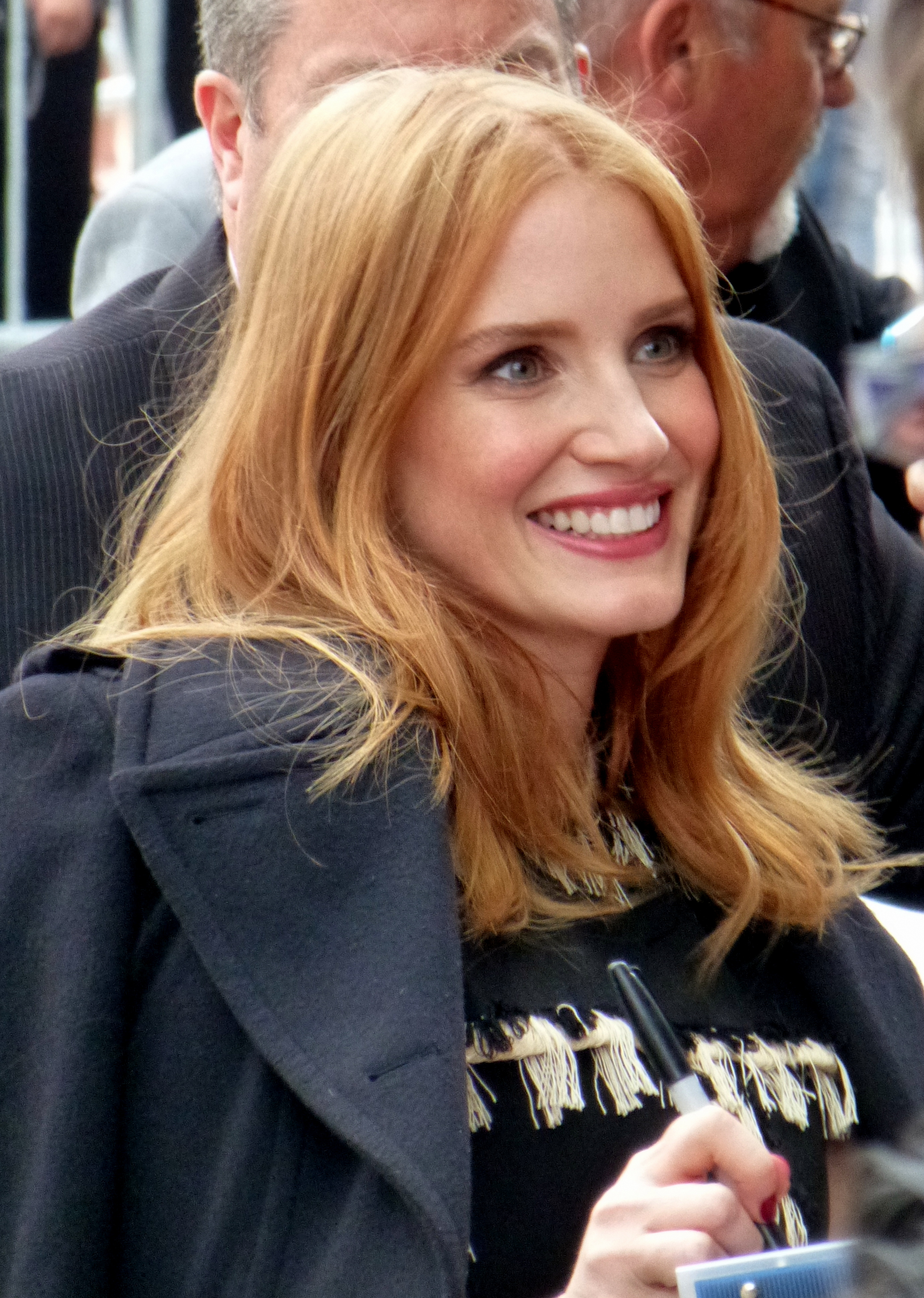
L'actrice principale Jessica Chastain, récompensée pour sa performance.

### Récompenses
- Indiana Film Journalists Association Awards 2014 : Meilleure actrice dans un second rôle pour Jessica Chastain
- National Board of Review Awards 2014 :
  - Top 2014 des meilleurs films
  - Meilleur film
  - Meilleur acteur pour Oscar Isaac (ex æquo avec Michael Keaton pour Birdman)
  - Meilleure actrice dans un second rôle pour Jessica Chastain

### Nominations
- AFI Fest 2014
- Gotham Awards 2014 : meilleur acteur pour Oscar Isaac

- Critics' Choice Movie Awards 2015 : meilleure actrice dans un second rôle pour Jessica Chastain
- Film Independent's Spirit Awards 2015 :
  - Meilleure actrice dans un second rôle pour Jessica Chastain
  - Meilleur scénario pour J. C. Chandor
- Vancouver Film Critics Circle Awards 2015 : meilleure actrice dans un second rôle pour Jessica Chastain
- Golden Globes 2015 : meilleure actrice dans un second rôle pour Jessica Chastain